# Daniel de Morlay
Daniel de Morlay (vers 1140 - vers 1210), va ser un filòsof escolàstic anglès.
Nascut a Norfolk, va estudiar a Oxford i París. Disgustat amb l'estret ambient intel·lectual de París, es va traslladar a Toledo, on va conèixer Gerard de Cremona, que el va introduir en la ciència i el pensament àrabs.
De retorn a Oxford el 1187, va portar-hi multitud de manuscrits amb els seus nous coneixements, a partir dels quals va escriure el seu tractat De naturis inferiorum et superiorum en el que exposava les idees aristotèliques importades del pensament àrab, que van influenciar el naixement de la Universitat d'Oxford.